# A Illa de Arousa
A Illa de Arousa (offizielle Bezeichnung in galicischer Sprache, spanisch La Isla de Arosa) ist eine auch als A Illa bekannte Insel im Zentrum der Ría de Arousa sowie eine Gemeinde in der Provinz Pontevedra, Galicien (Spanien).

## Geographie
A Illa de Arousa hat eine Fläche von 6,91 km². Die 4.849 Einwohner (Stand: 2024) leben größtenteils in der Umgebung einer Landzunge, welche eine kleine Halbinsel, auf der sich die höchste Erhebung der Gemeinde befindet, mit dem Rest der Insel verbindet.

## Wirtschaft und Infrastruktur
Die Insel ist mit dem Kontinent über eine Brücke von fast zwei Kilometern Länge verbunden. Diese zählt zu den längsten Brücken Spaniens und kurbelte mit ihrer Fertigstellung im Jahr 1985 die lokale Wirtschaft an. Vorher mussten Überfahrten und Transporte mit kleinen Dampfschiffen zu festgelegten Fahrtzeiten abgewickelt werden.
Die Wirtschaft der Insel beruht noch heute hauptsächlich auf dem Fischfang sowie der Zucht von Miesmuscheln, jedoch liefert der Tourismus zunehmend wichtige Einkünfte.
Die wichtigsten Häfen sind der Puerto do Cantiño und die Anlegestellen von O Campo, Chazo und Cabodeiro.
| Ackerbau, Viehzucht und Fischerei                                                  | 0743  | 037,17 |
| Industrie                                                                          | 0226  | 011,31 |
| Bauwirtschaft                                                                      | 0104  | 05,20  |
| Dienstleistungsbetriebe                                                            | 926   | 046,32 |
| Total                                                                              | 1.999 | 100,00 |
| * Daten aus dem Statistischen Amt für Wirtschaftliche Entwicklung in Galicien, IGE |       |        |

## Verwaltung
Aufgrund des von ihren Nachbarn ausgeübten Drucks hat Arousa seit 1995 eine eigene Kommunalverwaltung. Sie bildet damit heute die jüngste Gemeinde Galiciens und die einzige einer Insel.

## Sehenswürdigkeiten
Die wichtigsten Sehenswürdigkeiten sind die Umgebung des Leuchtturms, die Insel Areoso in direkter Nachbarschaft zur Arousa und der Nationalpark von Carreirón, der unter anderem wegen seiner Graureiher-Populationen als besonderes Vogelschutzgebiet gilt.
Die gesamte Gegend lässt sich von der höchsten Erhebung der Insel, dem Mirador del Santo (Aussichtspunkt des Heiligen), überblicken.
Die Europäische Union hat Arousa wegen ihrer 36 Kilometer langen Küste (davon 11 km weiße Sandstrände) zum Naturschutzgebiet erklärt.

## Persönlichkeiten von der Illa de Arousa
- Ramón Búa Otero (1933–2012), römisch-katholischer Bischof